# Pleurobranchoidea
Pleurobranchoidea is een superfamilie van weekdieren uit de klasse van de Gastropoda (slakken).

## Families
- Pleurobranchaeidae Pilsbry, 1896
- Pleurobranchidae Gray, 1827
- Quijotidae Ortea, Moro & Bacallado, 2016